# Saint-Christ-Briost
 Saint-Christ-Briost  es una población y comuna francesa, en la región de Picardía, departamento de Somme, en el distrito de Péronne y cantón de Nesle.

## Demografía
| 351 | 337 | 341 | 360 | 404 | 408 |
| Para los censos de 1962 a 1999 la población legal corresponde a la población sin duplicidades (Fuente: INSEE [Consultar]) |     |     |     |     |     |